# Wadih Sa'adeh
Wadih Sa'adeh (en árabe: وديع سعادة) (nacido en 1948) es un poeta y periodista libanés-australiano.

## Biografía
Wadih Sa'adeh nació en el Líbano en 1948. Ha trabajado como periodista en Beirut, Londres, París y Nicosia, antes de emigrar a Australia en 1988. A continuación, comenzó a trabajar como editor en un periódico libanés Annahar publicado en Sídney. Ha publicado 12 libros de poesía en árabe, algunos de ellos traducidos al inglés, alemán, francés, español y otros idiomas. Ha participado en muchos festivales de poesía, en Australia e internacionalmente (Kholn, Berlín, Lodève ...).
Wadih Sa'adeh es considerado por la crítica de tener una voz propia en la poesía árabe moderna. El poeta palestino Mahmud Darwish escribió recientemente "El libro de Wadih Sa'adeh" probablemente debido a una nube "(en árabe: بسبب غيمة على الأرجح) es una de las más importantes colecciones de poesía que he leído en los últimos años".
Traducción: Tal Vez A Causa De Una Nube Y Otros Poemas ( Edita: El Perro Malo, 2018 ).